# Agromyza nevadensis
Agromyza nevadensis är en tvåvingeart som beskrevs av Spencer 1981. Agromyza nevadensis ingår i släktet Agromyza och familjen minerarflugor.
Artens utbredningsområde är Kalifornien. Inga underarter finns listade i Catalogue of Life.